# Club Basquet Coruña
 (décembre 2019).
Si vous disposez d'ouvrages ou d'articles de référence ou si vous connaissez des sites web de qualité traitant du thème abordé ici, merci de compléter l'article en donnant les références utiles à sa vérifiabilité et en les liant à la section « Notes et références ».
Le Club Básquet Coruña (pour des raisons de sponsoring Leyma Básquet Coruña) est un club espagnol de basket-ball fondé en 1996 et basé à La Corogne (Galice). Le club joue depuis 2024 en Liga ACB (première division espagnole).
L'équipe joue ses matches au Coliseum de La Coruña.

## Histoire
Fondé en 1996, le club est promu en LEB Oro en 2012.